# Jovan Banjanin
Jovan Banjanin (Jošani/Gospić, 1874. − London, 1960.), hrvatski političar i publicist srpske nacionalnosti, saborski zastupnik i diplomat

## Životopis
Rodio se je u Jošanima/Gospiću 1874. godine. Bio je jedan od vodećih političara srpskog naroda u Hrvatskoj. Jedan od vodećih ljudi Srpske samostalne stranke.
Nakon 1905. Lorković i Mazzura su kao Hrvati, a Pribićević i Jovan Banjanin isticali su se kao čelnici mladeških organizacija, a poslije kao vodeći ljudi Hrvatsko-srpske koalicije. Obnašao dužnost zastupnika u Hrvatskom saboru. Član hrvatskog izaslanstva u zajedničkom Hrvatsko-ugarskom saboru. Frankovci su u centru Zagreba 1909. godine toljagama pretukla Supila, Pribićevića, Banjanina i novinara Budisavljevića. Srbobran je za to optužio Frankovu legiju i policiju, koji su, po njima, odlično surađivali, s ciljem izazivanja nereda zbog uvođenja izvanrednih mjera u Hrvatskoj. Banjanin je o Nastićevom svjedočenju protiv njega, na Veleizdajničkom procesu, rekao: Nikada nisam dopisivao ni o čemu sa Slov. Jugom ili kakvom revol. organizacijom ili članovima njezinim... Za sav taj rad saznao sam tek iz Finala. I ako mi se dokaže protivno, ali ne prostim, ničim ne potkrijepljenim tvrdnjama jednog lokšpicla, nego stvarnim dokazima i konkretnim činjenicama, ja evo dajem svoju mušku riječ, da ću ovoga časa izvršiti sam ono, što meni i mojim prijateljima tako živo želi Akurti.
Uređivao Novi Srbobran od kraja 1902. Političko usmjerenje lista davao je Svetozar Pribićević tekstovima u duhu politike »novoga kursa«, odražavajući politiku Srpske samostalne stranke. Banjanin je bio urednikom do 1911. godine. 
Zbog poznatih stavova tog lista, bio je emigrirao iz Hrvatske i cijele Austro-Ugarske tijekom prvog svjetskog rata. Bio je član Jugoslavenskog odbora. Poslije rata vratio se u domovinu.
Sudjelovao na velikoj prosvjednoj skupštini u Zagrebu na Wilsonovom trgu održanoj dne 9. lipnja 1919. godine. protiv osnutka zasebne riječke državice i proti talijanskim pretenzijama na hrvatsko-slovenske krajeve. Banjanin je bio na govorničkoj tribini.
U vladama Dušana Simovića bio ministar. Nije dugo osjetio ministarskog mjesta u domovini, jer je vrlo brzo u drugom svjetskom ratu bio prisiljen otići u emigraciju. 
U prvoj vladi Dušana Simovića (od 27. ožujka 1941. do 21. kolovoza 1941.) bio je ministar bez lisnice, kao pripadnik Jugoslavenske nacionalne stranke. Travanjski rat i komadanje Kraljevine Jugoslavije učinio ga je ministrom države koja nije postojala na terenu, nego samo u savezničkoj diplomaciji, jer su Saveznici priznavali Jugoslaviju. Pod pokroviteljstvom Saveznika djelovala je i druga vlada u kojoj je Banjanin opet dobio ministarsko mjesto. U drugoj vladi Dušana Simovića bio je ministar šuma i rudnika (vlada Kraljevine Jugoslavije u egzilu, od 21. kolovoza 1941. do 11. siječnja 1942.).
Posljednji ban Kraljevine Hrvatske, Slavonije i Dalmacije Tomislav Tomljenović nije smatrao Banjanina za dobra čovjeka, nego za naprasita i nabusita. U Sušačkom novom listu od 8. listopada 1925. objavljeno je njegovo pismo od dva dana prije, u kojem ga je iskritizirao: "Poznao sam g. Jovana Banjanina preko dvadeset godina kao čovjeka nabusita, koji istjeruje lične animozitete bez kraja i konca, valjda do smrti, ne lučeći ih nikad od javnog rada. A znajući i to, da ja ne spadam među one rijetke, koje Jovo Banjanin lično podnosi, izbjegavao sam svaku kolizaciju s njim, s naročitim obzirom na to, što ga je sudba povela da sarađuje u "jugoslavenskim" redovima." "Sada, naime, kada se je velik dio Hrv. Primorja, a i ja, orijentirao za obnovljenu HSS-u, počele su u svakom broju "Slobodne Tribune" izlaziti upravo drske podvale protiv te orijentacije." "Ja mu nisam kriv, što je on postao "bijela vrana" u Hrvatskoj, a nije krivice ni na Hrvatima. " "A što se tiče "izaratnog" prismoka toj ironiji, plemenitost g. Banjanina ne sjeća se više ni borba u Daruvaru pred dvadeset godina, ni borba u Pounju za "veleizdajničke parnice", a još manje napora za vrijeme rata u Lici. Toga bi se mogao barem sjetiti, da sam već bio došao u najopasniju istragu sve do sloma, spasavajući desetine glava i stotine egzistencija ličkih Srba, sve do rođene sestre Jovana Banjanina. "
Ministar bez lisnice